# تبدیل لژاندر
در ریاضیات، تبدیل لژاندر نوعی تبدیل تابعی است که توسط ریاضی‌دان بزرگ قرن ۱۸ هم، آدرین-ماری لژاندر ابداع شد.

## تعریف
تبدیل لژاندر یک عملیات ریاضی است که یک مجموعه از متغیرهای مستقل را در یک تابع با مجموعه جدیدی از متغیرها که به عنوان متغیرهای مزدوج شناخته می‌شوند، مبادله می‌کند.
در اصل، تابعی از یک مجموعه از متغیرها را به تابع جدیدی از متغیرهای مزدوج تبدیل می‌کند. این تبدیل به ویژه هنگام برخورد با توابع محدب مفید است، زیرا راهی برای جابجایی بین نمایش‌های مختلف یک سیستم بدون از دست دادن اطلاعات ضروری فراهم می‌کند. زمانی که کارکردن با تابع اصلی دشوار است یا زمانی که باید روی مجموعه‌ای از متغیرها تمرکز کنید، می‌تواند مفید باشد.
یک مفهوم کلیدی مرتبط با تبدیل لژاندر، متغیرهای مزدوج است. اینها جفت متغیرهایی هستند که از طریق مشتق تابع اصلی به هم مرتبط هستند. به عنوان مثال، در مکانیک کلاسیک، مکان و تکانه متغیرهای مزدوج هستند.

## مفهوم متغیرهای مزدوج
برای درک کامل تبدیل لژاندر، درک مفهوم متغیرهای مزدوج ضروری است. اینها جفت متغیرهایی هستند که عمیقاً در یک سیستم در هم تنیده شده‌اند.
یک تابع {\displaystyle f(x)} را تصور کنید. مشتق این تابع نسبت به {\displaystyle x} نشان دهنده نرخ تغییر {\displaystyle f} نسبت به {\displaystyle x} است. حال بیایید یک متغیر جدید به نام {\displaystyle p} را معرفی کنیم که به صورت زیر تعریف شده است:
{\displaystyle p=f'(x)}
در این مورد {\displaystyle x} و {\displaystyle p} متغیرهای مزدوج هستند. تبدیل از {\displaystyle f(x)} به یک تابع جدید شامل {\displaystyle p} جایی است که تبدیل لژاندر وارد عمل می‌شود.
از نظر هندسی، متغیرهای مزدوج را می‌توان به عنوان شیب و قطع خطوط مماس بر نمودار تابع اصلی تجسم کرد.

## فورمول‌بندی ریاضی
تابع {\displaystyle f(x)} را در نظر بگیرید که محدب و مشتق‌پذیر است. همچنین {\displaystyle f:I\to \mathbb {R} } که {\displaystyle I\subset \mathbb {R} }. تبدیل لژاندر {\displaystyle f(x)} که با {\displaystyle g(p)} نشان داده می‌شود به صورت زیر تعریف می‌شود:
{\displaystyle g(p)=\sup _{x\in I}(px-f(x))}
که در آن {\displaystyle p} متغیر مستقل جدید است که معمولاً مشتق {\displaystyle f} را با توجه به {\displaystyle x} نشان می‌دهد.

## نمایش فیزیکی
فرض کنید تابع دو متغیرهٔ {\displaystyle f(x,y)} را داریم. می‌دانیم می‌توان دیفرانسیل این تابع را به صورت زیر نوشت:
{\displaystyle df=\left({\frac {\partial f}{\partial x}}\right)_{y}dx+\left({\frac {\partial f}{\partial y}}\right)_{x}dy=p\,dx+q\,dy}
حال فرض کنید تابع {\displaystyle g} (تدبیل لژاندر تابع  {\displaystyle f}) را بدین صورت تعریف می‌کنیم:
{\displaystyle g\equiv L(f)=f(x,y)-px}
حال دیفرانسیل این تابع به صورت زیر قابل نوشتن است:
{\displaystyle dg=df-d(px)=pdx+qdy-pdx-xdp=qdy-xdp=\left({\frac {\partial f}{\partial y}}\right)_{p}dy+\left({\frac {\partial g}{\partial p}}\right)_{y}dp}
که دیدیم تابع {\displaystyle f(x,y)} که تابع دو متغیر طبیعی خودش یعنی {\displaystyle x} و {\displaystyle y} بود چگونه با یک تبدیل لژاندر به تابع {\displaystyle g(p,y)} تبدیل شد که متغیرهای طبیعی آن {\displaystyle p} و {\displaystyle y} هستند.

## کاربرد در فیزیک

### مکانیک کلاسیک
در مکانیک کلاسیک، تبدیل لژاندر پیوند بین فرمول‌بندی‌های مکانیک لاگرانژی و هامیلتونی را فراهم می‌کند.
{\displaystyle {\mathcal {H}}(p,q)=p\,{\dot {q}}-{\mathcal {L}}({\dot {q}},q)}
که در اینجا {\displaystyle q} مکان تعمیم یافته و {\displaystyle p} تکانه‌ی تعمیم یافته ({\displaystyle p=\partial {\mathcal {L}}/\partial {\dot {q}}}) است.

### ترمودینامیک
تعریف پتانسیل‌های ترمودینامیکی وابسته به تبدیل لژاندر است. اگر انرژی درونی را به صورت زیر نمایش دهیم (قانون اول ترمودینامیک):
{\displaystyle dU=T\,dS-P\,dV}
می‌توانیم ببینیم که انرژی درونی تابع متغیرهای طبیعی {\displaystyle S} و {\displaystyle V} است. حال می‌توانیم تبدیل لژاند نسبت به متغیرهای متفاوتی از آن بگیریم.

#### انرژی آزاد هلمهولتز
انرژی آزاد به صورت زیر تعریف می‌شود:
{\displaystyle F=U-TS}
پس خواهیم داشت:
{\displaystyle dF=-S\,dT-P\,dV}
که متغیرهای طبیعی انرژی آزاد هلمهولتز {\displaystyle F(T,V)}، دو متغیر {\displaystyle T} و {\displaystyle V} هستند.

#### آنتالپی
آنتالپی به صورت زیر تعریف می‌شود:
{\displaystyle H=U+PV}
پس خواهیم داشت:
{\displaystyle dH=T\,dS+V\,dP}
که متغیرهای طبیعی انرژی آزاد هلمهولتز {\displaystyle H(S,P)}، دو متغیر {\displaystyle S} و {\displaystyle P} هستند.

#### انرژی آزاد گیبس
انرژی آزاد گیبس به صورت زیر تعریف می‌شود:
{\displaystyle G=U-TS+PV}
پس خواهیم داشت:
{\displaystyle dG=-S\,dT+V\,dP}
که متغیرهای طبیعی انرژی آزاد گیبس {\displaystyle H(T,P)}، دو متغیر {\displaystyle T} و {\displaystyle P} هستند.